# Eria thwaitesii
Eria thwaitesii là một loài thực vật có hoa trong họ Lan. Loài này được Trimen mô tả khoa học đầu tiên năm 1885.